# 患
䍺（かん）は、中国に伝わる伝説上の動物。監獄に閉じ込められた罪人達の憂いの気より誕生したとされる。

## 概要
山羊をあわせた身体に青い目を持ち、身長は小さいもので7から8メートル、大きいものでは10mを超える。また足が地面にめり込んでおり、人間の力では動かせないとされる。

## 逸話
漢代に武帝が巡幸した際、一行の前に巨大な山羊が現れ行く手を阻んだ。武帝の側近で博識で知られた東方朔（とうほうさく）は、それが䍺であることに気付き、䍺の憂いを晴らすために大量の酒をかけたところ䍺は消滅したという。